# Turmoil Point
Der Turmoil Point (englisch für Tumultspitze) ist eine Landspitze, die das westliche Ende von Bristol Island im Archipel der Südlichen Sandwichinseln bildet. Die eindrückliche und bis zu 400 m hohe Formation läuft in einem verschneiten Gipfel aus, der aus westlicher Blickrichtung eine markante Landmarke darstellt.
Das UK Antarctic Place-Names Committee benannte sie nach 1974 so wegen der hier angetroffenen heftigen Windverhältnisse beim Start von Hubschraubern von Bord der HMS Protector in den Jahren 1962 und 1964.